# امپراتور یونگ‌ژنگ
امپراتور یونگ‌ژنگ (١٣ دسامبر ١٦٧٨ – ٨ اکتبر ١٧٣٥) پنجمین امپراتور دودمان چینگ بود که از ١٧٢٢ تا ١٧٣٥ میلادی حکومت کرد. او امپراتوری سخت‌کوش بود که کوشید با کم‌ترین هزینه ممکن ، دولت مؤثر و نیرومندی پدید آورد. وی نظیر پدرش امپراتور کانگ‌شی ، از نیروی نظامی کشور برای تحکیم قدرت امپراتوری بهره برد. دوره حکومت او با خودکامگی ، کفایت و قدرت شناخته می شود.
با وجود این که دوره حکومت یونگ‌ژنگ برعکس حکومت پدرش (امپراتور کانگ‌شی) و پسرش (امپراتور چیان‌لونگ) بسیار کوتاه بود، او در دوره حکومتش ، اقدامات زیادی را به انجام رساند. امپراتور یونگ‌ژنگ عصر آرامش و رفاه دودمان چینگ را - که از چندین دهه قبل آغاز شده بود - ادامه داد. او اصلاحات اقتصادی و مالی فراوانی انجام داد و همچنین با کشور های زیادی ارتباط تجاری برقرار کرد به طوری که اولین تجارت های تریاک در چین در دوره او انجام شد. او شورای بزرگ - مجلسی از اشراف - را تشکیل داد که در آینده دودمان چینگ تاثیر فراوانی از خود به جای گذارد.